# Haushaltsscheck
Der Haushaltsscheck ist nach deutschem Sozialversicherungsrecht eine vereinfachte Meldung gegenüber der Einzugsstelle für einen in einem privaten Haushalt beschäftigten Arbeitnehmer, der haushaltsnahe Arbeiten entrichtet, wenn das Arbeitsentgelt aus dieser Beschäftigung regelmäßig 556 Euro im Monat nicht übersteigt. Der Haushaltsscheck ist in § 28a Abs. 7 bis 9 SGB IV gesetzlich geregelt.

## Haushaltsnahe Tätigkeiten
Haushaltsnahe Tätigkeiten sind dabei die alltägliche Arbeiten in der Wohnung, die normalerweise durch im Haushalt lebende Personen selbst erledigt werden. Dazu zählen Kochen, Putzen, Einkaufen, aber auch Gartenarbeit ebenso die Betreuung von Kindern, Kranken sowie alten und pflegebedürftigen Menschen. Auch die Versorgung der Haustiere ist noch eine haushaltsnahe Tätigkeit.

## Verfahren
Die für das Haushaltsscheckverfahren zuständige Einzugsstelle ist die Minijob-Zentrale.
Die erste Anmeldung kann dabei online, telefonisch oder als PDF herunterladbarer Vordruck erfolgen. Für spätere Änderungen ist eine telefonische Meldung nicht möglich.
Der Haushaltsscheck muss enthalten:
1. den Familiennamen, Vornamen, die Anschrift und die Betriebsnummer des Arbeitgebers,
2. den Familiennamen, Vornamen, die Anschrift und die Versicherungsnummer des Beschäftigten; kann die Versicherungsnummer nicht angegeben werden, ist das Geburtsdatum des Beschäftigten einzutragen,
3. die Angabe, ob der Beschäftigte im Zeitraum der Beschäftigung bei mehreren Arbeitgebern beschäftigt ist, und
4. Im Übrigen
  - bei einer Meldung bei jeder Lohn- oder Gehaltszahlung den Zeitraum der Beschäftigung, das Arbeitsentgelt für diesen Zeitraum sowie am Ende der Beschäftigung den Zeitpunkt der Beendigung,
  - bei einer Meldung zu Beginn der Beschäftigung deren Beginn und das monatliche Arbeitsentgelt. Seit 1. Januar 2022 sind auch die Steuernummer des Arbeitgebers und die steuerliche Identifikationsnummer des Beschäftigten anzugeben sowie ob die Lohnsteuer pauschaliert oder nach den Lohnsteuerabzugsmerkmalen (früher Lohnsteuerkarte) erhoben werden soll.[3][4]
  - bei einer Meldung wegen Änderung des Arbeitsentgelts den neuen Betrag und den Zeitpunkt der Änderung,
  - bei einer Meldung am Ende der Beschäftigung den Zeitpunkt der Beendigung,
  - bei Erklärung des Verzichts auf Versicherungsfreiheit in der Rentenversicherung nach § 5 Abs. 2 Satz 2 SGB VI den Zeitpunkt des Verzichts (nur möglich bei Beschäftigungsaufnahme vor dem 1. Januar 2013)
  - bei einem Verzicht auf die Versicherungspflicht in der Rentenversicherung als geringfügig entlohnter Beschäftigter nach § 6 Abs. 1b SGB VI der Tag des Eingangs des entsprechenden Antrags beim Arbeitgeber

Nicht zum Arbeitsentgelt gehören Zuwendungen, die nicht in Geld gewährt werden, beispielsweise freie Kost und Logis (§ 14 Abs. 3 SGB IV).
Der Arbeitgeber muss der Minijob-Zentrale eine Ermächtigung zum Einzug der gesamten Beiträge zur Sozialversicherung, der Umlage nach dem Aufwendungsausgleichsgesetz sowie eventuell zu zahlender Pauschalsteuer erteilen. Die Minijob-Zentrale bucht die fälligen Beiträge jeweils zum 31. Januar und 31. Juli vom Konto des Arbeitgebers ab. (Bis 2014 waren die Beiträge jeweils am 15. Januar und 15. Juli fällig.) Falls Lohnsteuer nach den individuellen Merkmalen des Beschäftigten erhoben werden soll, ist für deren Einzug nicht die Minijob-Zentrale, sondern das Finanzamt zuständig.
Nach Ablauf eines Kalenderjahres bescheinigt die Minijob-Zentrale dem Arbeitgeber den Zeitraum, für den Beiträge zur Rentenversicherung abgeführt wurden, die Höhe des gezahlten Arbeitsentgelts sowie die geleisteten Gesamtsozialversicherungsbeiträge und Umlagen (§ 28h Abs. 4 SGB IV). Die Minijob-Zentrale übernimmt auch die Meldung des Haushaltshilfe an den zuständigen Träger der gesetzlichen Unfallversicherung.
Sofern ein Beschäftigter mehrere Minijobs beim selben Arbeitgeber ausübt, weil er zum Beispiel sowohl dessen Betriebsräume, als auch dessen Privaträume putzt, kann die Tätigkeit im Haushalt laut Urteil des Landessozialgericht Baden-Württemberg nicht nach dem vereinfachten Verfahren angemeldet werden.

## Unterschiede gegenüber dem regulären Meldeverfahren
Im Unterschied zum regulären Meldeverfahren zur Sozialversicherung muss nach der Erstanmeldung auch bei monatlich schwankendem Arbeitsentgelt nur einmal pro Halbjahr eine Meldung abgegeben werden. Nicht in Geld gewährte Zuwendungen, worunter insbesondere Kost und Logis fallen, gelten im Haushaltsscheckverfahren sozialversicherungsrechtlich nicht als Arbeitsentgelt (§ 14 Abs. 3 SGB IV), wohl aber steuerrechtlich.

## Ziel: Bekämpfung der Schwarzarbeit
Obwohl unter Berücksichtigung der steuerlichen Absetzbarkeit die Aufwendungen für eine angemeldete Haushaltshilfe nur geringfügig höher sind und das Haushaltsscheckverfahren zur Vereinfachung beigetragen hat, werden schätzungsweise 95 % aller Haushaltshilfen in Privathaushalten weiter schwarz beschäftigt.